# ポウスト大学
ポウスト大学（ポウストだいがく、英: Post University）は、アメリカ合衆国コネチカット州の大学。
1890年にPOSTジュニアカレッジ（日本で言う短期大学）でスタート後にPOSTカレッジになりさらに1990年代より日本の帝京大学との提携により帝京ポウスト大学になった。2004年より現在の名前に変更。
多くの日本人学生が帝京大学を通じて留学したが、現在は日本人の数は減り続けている。
学生は、主にアフリカ系アメリカ人（黒人）やヒスパニック（中南米系）で、白人・アジア系は少数である。スポーツチームは、全米大学体育協会ディビジョンⅡに所属し男子バスケットボールと女子ソフトボールが2002年に優勝している。
帝京大学のグループではなくなったが、帝京ポウスト大学卒業生等に対し、関連する書類の発行業務を行っている。

## 主な出身者
- マリオ・アブド・ベニテス - 第40代パラグアイ共和国大統領